# 난징특수교육사범대학
난징특수교육사범대학(남경특수교육사범학교, 중국어 간체자: 南京特殊教育师范学院, 정체자: 南京特殊教育師範學院, 병음: Nánjīng Tèshūjiàoyùshīfànxuéyuàn, Nanjing Normal University Of Special Education)은 중화인민공화국의 난징에 위치한 국립 대학으로, 1982년에 교육부와 유니세프에 의해 난징 특수교육사범학교(南京特殊教育师范学校)로 개교하였으며 중국 최초의 특수교육 교원 양성 중등 사범학교이다.

## 대학 및 개설학부[2][3]

### 학부 과정
현재 11개 단과대학에 22개 학부가 설치되어 있다.
- 특수교육대학
  - 특수교육학부
  - 초등교육학부
  - 수화번역학부
  - 취학전교육학부
- 교육과학대학
  - 응용심리학부
- 재활과학대학
  - 재활치료학부
  - 교육재활학부
- 음악무용대학
  - 음악(교육)학부
  - 댄스스터디학부
  - 음악치료학부
- 어학대학
  - 중어중문(교육)학부
  - 영어(교육)학부
- 수학과정보과학대학
  - 교육기술학부
  - 컴퓨터 과학 및 기술학부
  - 수학과응용수학학부
  - 데이터 사이언스 및 빅데이터 기술학부
- 경영대학
  - 공익관리학부
- 미술디자인대학
  - 미술(교육)학부
  - 의류 및 의류디자인학부
  - 시각커뮤니케이션디자인학부

- 마르크스주의대학
  - 노동 및 사회보장학부
- 체육대학
  - 체육(교육)학부
- 평생교육대학